# Braunschweigisches Biographisches Lexikon
Das Braunschweigische Biographische Lexikon ist eine zweibändige Lokalbiographie, die Biographien von Personen enthält, die in der Stadt Braunschweig oder „dem Braunschweigischen“, das heißt, im Herzogtum Braunschweig-Lüneburg (mit seinen Teilfürstentümern), Herzogtum Braunschweig, Freistaat Braunschweig oder im Braunschweiger Land geboren wurden oder die dortigen Entwicklungen maßgeblich beeinflusst haben oder in sonst einer Weise mit ihnen in Verbindung stehen. Beide Bände decken zusammen einen Zeitraum von weit über 1000 Jahren ab.

## Inhalt
Der Band Braunschweigisches Biographisches Lexikon. 8. bis 18. Jahrhundert mit 784 Seiten enthält ein Vorwort der Braunschweigischen Landschaft e. V., eine Einleitung, ein Autoren-, Abkürzungs- und Siglenverzeichnis sowie alphabetisch sortierte Biographien, ein Personen- und ein geographisches Register sowie Bildnachweise. Es enthält über 1150 Artikel über Personen, die das politische, kirchliche, gesellschaftliche, wirtschaftliche und kulturelle Leben prägten.
Das biographische Lexikon enthält Lebensdaten aus zehn Jahrhunderten zu den wichtigsten Personen Braunschweigs und deckt somit die Zeit vom Frühmittelalter bis zum 18. Jahrhundert ab. Unter ihnen sind Frauen und Männer, die in und um Braunschweig wirkten; Fürsten, Bischöfe, Mönche, Nonnen, Theologen, Forscher, Gelehrte, Kaufleute, Handwerker, Künstler und Abenteurer sowie Mätressen, aber auch Menschen, die der Hexerei bezichtigt wurden, Verbrecher oder Rädelsführer. Das Lexikon bietet einen breit gefächerten Überblick, der sich nicht nur auf regionale Fürsten, den Klerus oder das gehobene Bürgertum beschränkt, sondern auch zwielichtige oder mit einem Makel behaftete Gestalten umfasst, wie den Stadthauptmann Hinrik Kokerbeke (1379–1402), der für seine Brutalität bekannt war. Zu den Autoren des Bandes gehören Historiker und Mediävisten, aber auch Musik- und Kunstwissenschaftler.
Der Band Braunschweigisches Biographisches Lexikon. 19. und 20. Jahrhundert mit 704 Seiten enthält rund 1600 Artikel zu Personen aus dem Gebiet zwischen der Lüneburger Heide, von Aller und Oker bis zu Leine und Weser sowie des nördlichen Harzes, aber auch aus den Landkreisen Goslar, Holzminden und Peine, aus Wolfsburg und dem Altkreis Blankenburg. Aufgenommen wurden in diesen Band Personen, die nach 1800 geboren oder gestorben und vor 1990 verstorben sind.

## Ausgaben
Hauptherausgeber der Lexika war der ehemalige Leiter des Niedersächsischen Staatsarchivs Wolfenbüttel Horst-Rüdiger Jarck, der sich für den 2006 im Appelhans Verlag erschienenen Band 8. bis 18. Jahrhundert die Herausgeberschaft mit Dieter Lent, Gudrun Fiedler, Martin Fimpel, Silke Wagner-Fimpel und Ulrich Schwarz teilte. Für den 1996 im Verlag der Hahnschen Buchhandlung erschienenen Band 19. und 20. Jahrhundert arbeitete Jarck mit Günter Scheel sowie weiteren Autoren zusammen. Auftraggeber des Gesamtwerkes war die Braunschweigische Landschaft.
- Horst-Rüdiger Jarck, Dieter Lent u. a. (Hrsg.): Braunschweigisches Biographisches Lexikon. 8. bis 18. Jahrhundert. hrsg. im Auftrag der Braunschweigischen Landschaft e. V. Appelhans Verlag, Braunschweig 2006, ISBN 3-937664-46-7.
- Horst-Rüdiger Jarck, Günter Scheel (Hrsg.): Braunschweigisches Biographisches Lexikon. 19. und 20. Jahrhundert. hrsg. im Auftrag der Braunschweigischen Landschaft e. V. Hahnsche Buchhandlung, Hannover 1996, ISBN 3-7752-5838-8.